# Alejandro Glaría
Alejandro Rúben Glaría González (né le 25 août 1970 à Buenos Aires en Argentine) est un footballeur argentin qui évoluait au poste d'attaquant.

## Biographie
Alejandro Glaría joue en Argentine, au Chili, au Pérou et au Mexique.
Il dispute 18 matchs en Copa Libertadores, inscrivant un but. Il est quart de finaliste de cette compétition en 2002 avec le club mexicain du Monarcas Morelia.
Il termine meilleur buteur de la deuxième division argentine lors de la saison 1997-1998 avec le CA Banfield, inscrivant 30 buts.

## Palmarès
| Cobreloa - Coupe du Chili : - Finaliste : 1995. - Meilleur buteur : 1994 (12 buts). |  | Banfield - Championnat d'Argentine D2 : - Meilleur buteur : 1997-98 (30 buts). |  | Pachuca - Championnat du Mexique (1) : - Champion : 1999 (Hiver). |

 Monarcas Morelia
- Championnat du Mexique :
  - Vice-champion : 2002 (Ouverture).

- Coupe des champions de la CONCACAF :
  - Finaliste : 2002.